# Capilla de Sancti Spiritus (Roncesvalles)

La capella de Sancti Spiritus a Roncesvalles (Navarra, Espanya), també coneguda com a Sitja de Carlemany per suposar-se que el seu origen es deu a l'enterrament de combatents francs caiguts el 778, la qual cosa no és inversemblant, es remunta al segle xii, per la qual cosa és considerada l'edificació més antiga de Roncesvalles.
El 2015, en l'aprovació per la Unesco de l'ampliació del Camí de Santiago a Espanya a «Camins de Santiago de Compostel·la: Camí francès i Camins del Nord d'Espanya», Espanya va enviar com a documentació un «Inventari Retrospectiu - Elements Associats» (Retrospective Inventory - Associated Components) en el qual en el n.º 151 figura la Capella de l'Esperit Sant.

## Descripció
El Sancti Spiritus «té una bella cúpula en piràmide que porta al capdamunt una bella creu», va anotar el pelegrí Doménico Laffi en 1670. L'estructura havia de ser semblant a l'actual. La sostrada és a quatre aigües i es cobreix amb lloses calcàries escatades, que li confereixen un fort aspecte. És la més recent innovació; antany va tenir teules simplement. Els canvis a Roncesvalles no van deixar de produir-se mai, moltes vegades donant mostres de clars desencerts. Una altra coberta menor per damunt coincideix amb les proporcions originals de la capella. Acaba en una petita creu florenzada sobre base cònica truncada. La capella s'assenteixi, doncs, sobre el pou que servia d'ossera, reforçat amb murs de maçoneria i volta de mig canó del mateix material. La capella és de planta quadrada i volta senzilla de creueria simple. Aquest espai està més elevat que el sòl, i és aquí on es va construir al començament del segle xvii un claustre amb arcada de pedra en tres dels seus costats i mur. Els arcs són de mig punt i descansen en pilars quadrats amb imposta superior.
El Sancti Spiritus cal considerar-ho temple funerari, però no va ser lloc d'enterrament perpetu en l'edat mitjana. Era el recinte en què s'oficiaven misses pels pelegrins morts a l'hospital que, enterrats en un altre lloc, una vegada transcorregut un temps les seves restes eren dipositades en l'ossera sota la capella exempta. Des de fa temps són enterrats en el claustre canonges i beneficiats de la col·legiata; els seus noms figuren en una llista emmarcada en el mur posterior.